# Philonome
Philonome é um gênero de mariposa pertencente à família Acrolepiidae.